# Gopo pentru cel mai bun sunet
Gopo pentru cel mai bun sunet este un premiu acordat în cadrul galei Premiilor Gopo.
Câștigătorii și nominalizații acestei categorii sunt:

## Anii 2000
- 2007 Dragoș Stanomir - Hârtia va fi albastră
  - Alexandru Dragomir, Sebastian Zsemlye - A fost sau n-a fost?
  - Yves-Marie Omnes, Stéphane Thiébaut - Cum mi-am petrecut sfârșitul lumii

- 2008 Cristian Tarnovetchi, Constantin Fleancu, Dana Bunescu - 4 luni, 3 săptămâni și 2 zile
  - Cristian Tarnovetchi - California Dreamin' (Nesfârșit)

- 2009 Florin Tăbăcaru, Ștefan Crișan, Brian Riordan - Restul e tăcere
  - Constantin Fleancu - Cocoșul decapitat
  - Dragoș Stanomir - Boogie

## Anii 2010
- 2010 Dana Bunescu, Cristinel Șirli - Amintiri din Epoca de Aur
  - Constantin Fleancu - Cea mai fericită fată din lume
  - Györgi Kovács, Gábor Erdélyi, Tamás Székely - Katalin Varga
  - Sebastian Zsemlye, Chris Mike Sugar, Alexandru Dragomir - Polițist, adjectiv

- 2011 Thomas Huhn, Andreas Franck, Florin Tăbăcaru, Gelu Costache - Eu când vreau să fluier, fluier
  - Constantin Fleancu, Dana Bunescu - Felicia, înainte de toate
  - Mihai Bogos - Portretul luptătorului la tinerețe
  - Thomas Huhn, Andreas Franck, Florin Tăbăcaru, Gelu Costache - Eu când vreau să fluier, fluier
  - Dana Bunescu, Cristinel Șirli - Autobiografia lui Nicolae Ceaușescu
  - Dragoș Stanomir, Electric Brother - Marți, după Crăciun

- 2012 Piotr Witkowski, Sebastian Wlodarczyk  – Crulic - drumul spre dincolo
  - Andre Rigaut, Francois Musy, Gabriel Hafner, Cristian Tarnovețchi  –  Aurora
  - Bruno Pisek, Birgit Obkircher, Florin Tăbăcaru, Marius Leftărache  –  Periferic
  - Thomas Huhn, Florin Tăbăcaru, Marius Leftărache, Alexandru Dragomir, Sebastian Zsemlye  –  Loverboy

- 2013 Tudor Petre, Cristinel Șirli, Cristian Tarnovețchi, Florin Tăbăcaru  – Undeva la Palilula
  - Cristinel Șirli, Cristian Tarnovețchi, Florin Tăbăcaru  – Despre oameni și melci
  - Eckhard Dux, Cristian Tarnovețchi, Ansgar Frerich, Daniel Iribaren  – Tatăl fantomă
  - Florian Ardelean, Dragoș Stanomir, Cristinel Șirli, Alexis Marzin  – Și caii sunt verzi pe pereți
  - Simone Galavazi, Dana Bunescu  – Toată lumea din familia noastră

- 2014 Cristian Tarnovetchi, Dana Lucreția Bunescu, Cristinel Șirli  – Poziția copilului
  - Vlad Voinescu, Filip Mureșan  – Câinele japonez
  - Alexandru Dragomir, Sebastian Zsemlye, Thierry Delor  – Când se lasă seara peste București sau Metabolism
  - Gabor Balazs, Tamaș Zanyi  – Domestic
  - Mihai Bogoș, Kai Tebbel, Olaf Mehl  – Rocker

- 2015 Marius Leftărache, Florin Tăbăcaru  – Closer to the Moon
  - Dana Bunescu, Sebastian Zsemlye  – Al doilea joc
  - Mariu Obretin  – Pașaport de Germania
  - Florian Ardelean, Florin Tăbăcaru, Titi Fleancu  – Q.E.D.

- 2016 Momchil Bozhkov, Dana Lucreția Bunescu, Cristinel Șirli  – Aferim!
  - Sorin Neagu, Florin Tăbăcaru  – Acasă la tata
  - Cristian Tarnovețchi, Alexandru Dumitru, Florin Tăbăcaru, Marius Leftărache   – București NonStop
  - Florin Tăbăcaru, Alexandru Dumitru, Liviu Lupșa, Marius Stănescu  – De ce eu?
  - Electric Brother, Andre Rigaut, Sophie Chiabaut, Michael Kaczmarek  – Un etaj mai jos

- 2017 Sam Cohen, Sebastian Zsemlye, Hervé Buirette   – Câini
  - Ioan Filip, Dan Ștefan Rucăreanu  – Ilegitim
  - Dana Bunescu, Cristinel Șirli  – Inimi cicatrizate
  - Jean Paul Bernard, Filip Mureșan, Christophe Vingtrinier  – Sieranevada
  - Constantin Fleancu, Mircea Olteanu, Olivier Do Huu  – Bacalaureat

- 2018 Aleksander Simeonov, Tamas Szekely, Florin Tăbăcaru, Alexandru Dumitru  – 6,9 pe scara Richter
  - Liviu Lupșa, Marius Leftărache  – Aniversarea
  - Dana Bunescu, Andre Rigaut, Sophie Chiabaut, Cristinel Șirli  – Ana, mon amour
  - Daniel Soare, Mirel Cristea, Marius Leftărache, Marian Bălan și Dragoș Știrbu  – Un pas în urma serafimilor
  - Ioan Filip, Dan Ștefan Rucăreanu, Constantin Fleancu, Matthias Schwab  – Fixeur

- 2019 Dana Bunescu, Cristinel Șirli, Constantin Fleancu  – Moromeții 2
  - Nicolas Waschkowski, Marius Leftărache, Yann Legay  – Charleston
  - Michal Fojcik  – Dragoste 1. Câine
  - Mihai Bogoș  – Pororoca
  - Filip Mureșan, Alexandru Dumitru, Florin Tăbăcaru  – Povestea unui pierde vară

## Anii 2020
- 2020 Andre Rigaut, Sophie Chiabaut, Niklas Skarp și Christian Holm  – La Gomera
  - Alexandru Dragomir  – Heidi
  - Dominik Dolejsi, Marek Poledna, Bernhard Maisch și Veselin Zografov  – Nu mă atinge-mă
  - Lukáš Moudrý și Diana Sagrista  – Parking
  - Mihai Bogos și Marius Stănescu  – Mo

- 2021 Tom Weber, Andreas Mühlschlegel și Lukás Moudrý  – Acasă
  - Alexandru Dumitru, Daniel Soare și Dejan Kragulj  – Ivana cea Groaznică
  - Andre Rigaut și Michal Fojcik  – Dragoste 2. America
  - Jean Umansky și Dana Bunescu  – Tipografic Majuscul
  - Mihai Grecea, Angelo Dos Santos, Michele Schillings  – colectiv

- 2022 Dan Ștefan Rucăreanu, Ioan Filip și Matei Vasilache  – România Sălbatică
  - Christophe Vintrignier, Florin Tăbăcaru și Jean Paul Bernard  – Malmkrog
  - Dana Bunescu, Michel Schillings și Hrvoje Radnic  – Babardeală cu bucluc sau porno balamuc
  - Marius Leftărache, Dragoș Știrbu, Marian Bălan, Victor Miu  – Tata mută munții
  - Mārtiņš Rozentals, Jiří Klenka  – Neidentificat

- 2023 Sebastian Zsemlye  – Spioni de ocazie
  - Johannes Doberenz, Sebastian Schmidt, Christoph Wieczorek  – Balaur
  - Alexandru Dumitru, Răzvan Ionescu  – Metronom
  - Mārtiņš Rozentals, Jiří Klenka, Karel ZámečnĺK  – Miracol
  - Lars Wignell, Gustav Berger, Alexandru Dumitru, Boris Trayanov  – Om câine

- 2024 Tamás Székely, André Rigaut  – Libertate
  - Alexandru Dragomir, Niklas Skarp  – Boss
  - Krzysztof Stasiak, Alexandru Dumitru, Maciej Pawłowski, Alin Zăbrăuțeanu, Dragoș Cătărău  – Mammalia
  - Hrvoje Radnic, Marius Leftărache, Jaime Baksht, Michelle Couttolenc  – Nu aștepta prea mult de la sfârșitul lumii
  - Nicolas Becker, Cyril Holtz,  Benjamin Laurent  – Spre nord

- 2025 Sebastian Zsemlye  – Anul Nou care n-a fost
  - Dana Bunescu, Dana Farzanehpour, Cristinel Șirli  – Familiar
  - Ioan Filip, Constantin Fleancu, Dan-Ștefan Rucăreanu  – Moromeții 3
  - Alexandru Dumitru  – Nasty
  - Daniel Soare, Petre Osman, Cristi Călinescu  – Săptămâna Mare